# Görögország az 1992. évi nyári olimpiai játékokon
Görögország a spanyolországi Barcelonában megrendezett 1992. évi nyári olimpiai játékok egyik részt vevő nemzete volt. Az országot az olimpián 17 sportágban 70 sportoló képviselte, akik összesen 2 érmet szereztek.

## Érmesek
| Érem  | Versenyző           | Sportág    | Versenyszám   |
| ----- | ------------------- | ---------- | ------------- |
| Arany | Paraszkeví Patulídu | Atlétika   | Női 100 m gát |
| Arany | Pírosz Dímasz       | Súlyemelés | Férfi 82,5 kg |

## Atlétika
Férfi
| Versenyző               | Versenyszám | Előfutam | Előfutam | Előfutam | Elődöntő | Elődöntő | Elődöntő | Döntő   | Döntő    |
| Versenyző               | Versenyszám | Idő      | Hely.    | Össz.    | Idő      | Hely.    | Össz.    | Idő     | Helyezés |
| ----------------------- | ----------- | -------- | -------- | -------- | -------- | -------- | -------- | ------- | -------- |
| Athanásziosz Kalojánisz | 400 m gát   | 49,52    | 4.       | 20.      | kiesett  | kiesett  | kiesett  | kiesett | kiesett  |

| Versenyző                 | Versenyszám   | Selejtező | Selejtező | Döntő    | Döntő    |
| Versenyző                 | Versenyszám   | Eredmény  | Helyezés  | Eredmény | Helyezés |
| ------------------------- | ------------- | --------- | --------- | -------- | -------- |
| Kozmász Mihalópulosz      | Magasugrás    | 210 cm    | 33.**     | kiesett  | kiesett  |
| Lámbrosz Papakósztasz     | Magasugrás    | 220 cm    | 19.*      | kiesett  | kiesett  |
| Hrísztosz Palákisz        | Rúdugrás      | 530 cm    | 23.       | kiesett  | kiesett  |
| Konsztandínosz Kukodímosz | Távolugrás    | 822 cm    | 3.        | 804 cm   | 6.       |
| Szpirídon Vaszdékisz      | Távolugrás    | 782 cm    | 16.       | kiesett  | kiesett  |
| Szávasz Szaridzóglu       | Kalapácsvetés | 74,16 m   | 13.       | kiesett  | kiesett  |

Női
| Versenyző           | Versenyszám | Előfutam | Előfutam | Előfutam | Negyeddöntő | Negyeddöntő | Negyeddöntő | Elődöntő | Elődöntő | Elődöntő | Döntő | Döntő    |
| Versenyző           | Versenyszám | Idő      | Hely.    | Össz.    | Idő         | Hely.       | Össz.       | Idő      | Hely.    | Össz.    | Idő   | Helyezés |
| ------------------- | ----------- | -------- | -------- | -------- | ----------- | ----------- | ----------- | -------- | -------- | -------- | ----- | -------- |
| Paraszkeví Patulídu | 100 m gát   | 13,14    | 4.       | 12.      | 13,05       | 3.          | 6.          | 12,88    | 3.       | 3.       | 12,64 |          |

| Versenyző     | Versenyszám   | Selejtező | Selejtező | Döntő    | Döntő    |
| Versenyző     | Versenyszám   | Eredmény  | Helyezés  | Eredmény | Helyezés |
| ------------- | ------------- | --------- | --------- | -------- | -------- |
| Níki Bakojáni | Magasugrás    | 188 cm    | 24.       | kiesett  | kiesett  |
| Níki Gavéra   | Magasugrás    | 183 cm    | 33.       | kiesett  | kiesett  |
| Ána Verúli    | Gerelyhajítás | 56,96 m   | 21.       | kiesett  | kiesett  |

* - két másik versenyzővel azonos eredményt ért el

** – öt másik versenyzővel azonos eredményt ért el

## Birkózás
Kötöttfogású
| Versenyző                   | Versenyszám | Csoportkör | Csoportkör | Helyosztók                         | Helyosztók              | Helyosztók        | Bronz- mérkőzés   | Döntő             | Helyezés    |
| Versenyző                   | Versenyszám | Csoportkör | Csoportkör | 9. helyért                         | 7. helyért              | 5. helyért        | Bronz- mérkőzés   | Döntő             | Helyezés    |
| Versenyző                   | Versenyszám | Ellenfél Eredmény | Hely.      | Ellenfél Eredmény                  | Ellenfél Eredmény       | Ellenfél Eredmény | Ellenfél Eredmény | Ellenfél Eredmény | Helyezés    |
| --------------------------- | ----------- | --- | ---------- | ---------------------------------- | ----------------------- | ----------------- | ----------------- | ----------------- | ----------- |
| Iszaák Theodorídisz         | 57 kg       | A csoport · Sike András (HUN) · 2-3 · William Lara (CUB) · 0-5                                                                               | 9.         | kiesett                            | kiesett                 | kiesett           | kiesett           | kiesett           | helyezetlen |
| Konsztandínosz Arkudéasz    | 62 kg       | B csoport · Jindřich Vavrla (TCH) · 2-1 · Sztaniszlav Grigorov (BUL) · 3-13 · Juan Marén (CUB) · 0-5 (kétvállas) · Luis Martínez (ESP) · 3-0 | 5.         | Mario Büttner (GER) · visszalépett |                         |                   |                   |                   | 9.          |
| Aléxandrosz Triandafilídisz | 74 kg       | B csoport · Nestor Almanza (CUB) · 0-5 · Yvon Riemer (FRA) · 0-8                                                                             | 10.        | kiesett                            | kiesett                 | kiesett           | kiesett           | kiesett           | helyezetlen |
| Leonídasz Papász            | 82 kg       | B csoport · Martial Mischler (FRA) · 0-2 · Goran Kasum (IOP) · 0-3                                                                           | 9.         | kiesett                            | kiesett                 | kiesett           | kiesett           | kiesett           | helyezetlen |
| Jordánisz Konsztandinídisz  | 90 kg       | A csoport · Ivajlo Jordanov (BUL) · 1-5 · Henri Meiss (FRA) · 6-1 · Salvatore Campanella (ITA) · 2-4                                         | 6.         | kiesett                            | kiesett                 | kiesett           | kiesett           | kiesett           | helyezetlen |
| Panajótisz Pikilídisz       | 130 kg      | B csoport · Jerzy Choromański (POL) · 2-0 · Szuzuki Kenicsi (JPN) · 2-0 · Tomas Johansson (SWE) · 0-2 · Klauz László (HUN) · 1-2             | 4.         |                                    | Juha Ahokas (FIN) · 0-1 |                   |                   |                   | 8.          |

Szabadfogású
| Versenyző                | Versenyszám | Csoportkör | Csoportkör | Helyosztók                           | Helyosztók        | Helyosztók        | Bronz- mérkőzés   | Döntő             | Helyezés    |
| Versenyző                | Versenyszám | Csoportkör | Csoportkör | 9. helyért                           | 7. helyért        | 5. helyért        | Bronz- mérkőzés   | Döntő             | Helyezés    |
| Versenyző                | Versenyszám | Ellenfél Eredmény                                                                                                   | Hely.      | Ellenfél Eredmény                    | Ellenfél Eredmény | Ellenfél Eredmény | Ellenfél Eredmény | Ellenfél Eredmény | Helyezés    |
| ------------------------ | ----------- | --- | ---------- | ------------------------------------ | ----------------- | ----------------- | ----------------- | ----------------- | ----------- |
| Jeórjiosz Musztópulosz   | 62 kg       | B csoport · Dharán Szingh Dahija (IND) · 6-4 · Asgari Mohammadian (IRI) · 0-4 · Martin Müller (SUI) · 0-5 (feladta) | 8.         | kiesett                              | kiesett           | kiesett           | kiesett           | kiesett           | helyezetlen |
| Jeórjiosz Athanasziádisz | 68 kg       | B csoport · Ko Jongho (Go Yeong-Ho) (KOR) · 4-2 · Georg Schwabenland (GER) · DQ2 · Ali Akbarnejad (IRI) · 1-5       | 6.         | kiesett                              | kiesett           | kiesett           | kiesett           | kiesett           | helyezetlen |
| Joakím Vasziliádisz      | 74 kg       | A csoport · Pak Csangszun (KOR) · 0-4 · Amir Reza Khadem Azgadhi (IRI) · 2-4                                        | 5.         | Valentin Zselev (BUL) · visszalépett |                   |                   |                   |                   | 9.          |
| Iraklísz Deszkulídisz    | 90 kg       | B csoport · Kalojan Baev (BUL) · 8-2 · Ayoub Baninosrat (IRI) · 0-4 · Ayoub Baninosrat (MGL) · 0-2                  | 5.         | Ludwig Schneider (GER) · 3-0         |                   |                   |                   |                   | 9.          |
| Pétrosz Búrndulisz       | 100 kg      | A csoport · Szubhas Verma (IND) · 0-5 · Heiko Balz (GER) · 0-4                                                      | 9.         | kiesett                              | kiesett           | kiesett           | kiesett           | kiesett           | helyezetlen |

DQ2 – passzivitás miatt mindkét versenyzőt kizárták

## Cselgáncs
Férfi
| Versenyző     | Versenyszám  | Selejtező         | 32-es főtábla                       | Nyolcaddöntő      | Negyeddöntő       | Elődöntő          | Vigaszág első kör | Vigaszág nyolcaddöntő | Vigaszág negyeddöntő | Vigaszág elődöntő | Bronz- mérkőzés   | Döntő             | Helyezés |
| Versenyző     | Versenyszám  | Ellenfél Eredmény | Ellenfél Eredmény                   | Ellenfél Eredmény | Ellenfél Eredmény | Ellenfél Eredmény | Ellenfél Eredmény | Ellenfél Eredmény     | Ellenfél Eredmény    | Ellenfél Eredmény | Ellenfél Eredmény | Ellenfél Eredmény | Helyezés |
| ------------- | ------------ | ----------------- | ----------------------------------- | ----------------- | ----------------- | ----------------- | ----------------- | --------------------- | -------------------- | ----------------- | ----------------- | ----------------- | -------- |
| Ilíasz Níkasz | Félnehézsúly | erőnyerő          | Belarmino Salgado (CUB) · 0000-1000 | kiesett           | kiesett           | kiesett           |                   |                       |                      |                   |                   |                   | 21.      |

Női
| Versenyző          | Versenyszám | Selejtező         | Nyolcaddöntő                    | Negyeddöntő       | Elődöntő          | Vigaszág nyolcaddöntő | Vigaszág negyeddöntő | Vigaszág elődöntő | Bronz- mérkőzés   | Döntő             | Helyezés |
| Versenyző          | Versenyszám | Ellenfél Eredmény | Ellenfél Eredmény               | Ellenfél Eredmény | Ellenfél Eredmény | Ellenfél Eredmény     | Ellenfél Eredmény    | Ellenfél Eredmény | Ellenfél Eredmény | Ellenfél Eredmény | Helyezés |
| ------------------ | ----------- | ----------------- | ------------------------------- | ----------------- | ----------------- | --------------------- | -------------------- | ----------------- | ----------------- | ----------------- | -------- |
| María Karajanopúlu | Harmatsúly  | erőnyerő          | Sharon Rendle (GBR) · 0000-1000 | kiesett           | kiesett           |                       |                      |                   |                   |                   | 20.      |

## Evezés
Férfi
| Versenyző                | Versenyszám  | Előfutam | Előfutam | Vigaszág | Vigaszág | Elődöntő | Elődöntő | Elődöntő | Döntő | Döntő   | Döntő | Helyezés |
| Versenyző                | Versenyszám  | Idő      | Hely.    | Idő      | Hely.    | Típus    | Idő      | Hely.    | Típus | Idő     | Hely. | Helyezés |
| ------------------------ | ------------ | -------- | -------- | -------- | -------- | -------- | -------- | -------- | ----- | ------- | ----- | -------- |
| Konsztandínosz Kariótisz | Egypárevezős | 7:23,00  | 4.       | 7:01,57  | 1.       | A/B      | 7:12,91  | 5.       | B     | 7:19,47 | 5.    | 11.      |

Női
| Versenyző      | Versenyszám  | Előfutam | Előfutam | Vigaszág | Vigaszág | Elődöntő | Elődöntő | Elődöntő | Döntő | Döntő   | Döntő | Helyezés |
| Versenyző      | Versenyszám  | Idő      | Hely.    | Idő      | Hely.    | Típus    | Idő      | Hely.    | Típus | Idő     | Hely. | Helyezés |
| -------------- | ------------ | -------- | -------- | -------- | -------- | -------- | -------- | -------- | ----- | ------- | ----- | -------- |
| Andonía Zváier | Egypárevezős | 7:51,35  | 3.       |          |          | A/B      | 7:42,77  | 5.       | B     | 8:06,65 | 1.    | 7.       |

## Kerékpározás

### Pálya-kerékpározás
Üldözőversenyek
| Versenyző             | Versenyszám                | Selejtező | Selejtező | Negyeddöntő  | Negyeddöntő | Negyeddöntő | Elődöntő     | Elődöntő  | Elődöntő | Döntő        | Döntő     | Helyezés |
| Versenyző             | Versenyszám                | Idő       | Hely.     | Ellenfél Idő | Saját idő   | Hely.       | Ellenfél Idő | Saját idő | Hely.    | Ellenfél Idő | Saját idő | Helyezés |
| --------------------- | -------------------------- | --------- | --------- | ------------ | ----------- | ----------- | ------------ | --------- | -------- | ------------ | --------- | -------- |
| Jeórjiosz Portelánosz | Férfi egyéni üldözőverseny | 4:46,345  | 18.       | kiesett      | kiesett     | kiesett     | kiesett      | kiesett   | kiesett  | kiesett      | kiesett   | 18.      |

Pontversenyek
| Versenyző             | Versenyszám       | Selejtező | Selejtező | Selejtező | Selejtező | Döntő     | Döntő   | Helyezés |
| Versenyző             | Versenyszám       | Csoport   | lekörözés | Pont      | Hely.     | lekörözés | Pont    | Helyezés |
| --------------------- | ----------------- | --------- | --------- | --------- | --------- | --------- | ------- | -------- |
| Jeórjiosz Portelánosz | Férfi pontverseny | B         | 1         | 3         | 17.       | kiesett   | kiesett | kiesett  |

## Műugrás
Női
| Versenyző       | Versenyszám    | Elődöntő | Elődöntő | Döntő   | Döntő    |
| Versenyző       | Versenyszám    | Pont     | Helyezés | Pont    | Helyezés |
| --------------- | -------------- | -------- | -------- | ------- | -------- |
| Eléni Sztavrídu | Egyéni műugrás | 240,42   | 26.      | kiesett | kiesett  |

## Ökölvívás
| Versenyző                | Versenyszám | Selejtező         | Nyolcaddöntő                    | Negyeddöntő       | Elődöntő          | Döntő             | Helyezés |
| Versenyző                | Versenyszám | Ellenfél Eredmény | Ellenfél Eredmény               | Ellenfél Eredmény | Ellenfél Eredmény | Ellenfél Eredmény | Helyezés |
| ------------------------ | ----------- | ----------------- | ------------------------------- | ----------------- | ----------------- | ----------------- | -------- |
| Jeórjiosz Sztefanópulosz | Nehézsúly   | erőnyerő          | Vojtěch Rückschloss (TCH) · RSC | kiesett           | kiesett           | kiesett           | 9.       |

RSC - a játékvezető megállította a mérkőzést

## Öttusa
| Versenyző                | Versenyszám | Vívás    | Vívás | Vívás | Úszás  | Úszás | Úszás | Lövészet | Lövészet | Lövészet | Futás   | Futás | Futás | Lovaglás | Lovaglás | Lovaglás | Összesen    | Összesen |
| Versenyző                | Versenyszám | Pontszám | Pont  | Hely. | Idő    | Pont  | Hely. | Eredmény | Pont     | Hely.    | Idő     | Pont  | Hely. | Idő      | Pont     | Hely.    | Összes pont | Helyezés |
| ------------------------ | ----------- | -------- | ----- | ----- | ------ | ----- | ----- | -------- | -------- | -------- | ------- | ----- | ----- | -------- | -------- | -------- | ----------- | -------- |
| Aléxandrosz Nikolópulosz | Egyéni      | 19-46    | 541   | 61.** | 3:14,4 | 1320  | 4.    | 191      | 1135     | 7.*      | 13:55,9 | 1060  | 42.   | 1:34,7   | 1010     | 23.      | 5066        | 31.      |

* - egy másik versenyzővel azonos eredményt ért el

** - két másik versenyzővel azonos eredményt ért el

## Sportlövészet
Férfi
| Versenyző          | Versenyszám          | Selejtező | Selejtező | Döntő   | Döntő    |
| Versenyző          | Versenyszám          | Pont      | Helyezés  | Pont    | Helyezés |
| ------------------ | -------------------- | --------- | --------- | ------- | -------- |
| Dimítriosz Báltasz | Légpisztoly          | 570       | 35.***    | kiesett | kiesett  |
| Dimítriosz Báltasz | Szabadpisztoly       | 543       | 37.****   | kiesett | kiesett  |
| Dimítriosz Báltasz | Gyorstüzelő pisztoly | 575       | 25.       | kiesett | kiesett  |

Női
| Versenyző         | Versenyszám   | Selejtező | Selejtező | Döntő   | Döntő    |
| Versenyző         | Versenyszám   | Pont      | Helyezés  | Pont    | Helyezés |
| ----------------- | ------------- | --------- | --------- | ------- | -------- |
| Agathí Kaszúmi    | Légpisztoly   | 371       | 39.**     | kiesett | kiesett  |
| Agathí Kaszúmi    | Sportpisztoly | 577       | 11.       | kiesett | kiesett  |
| Ekateríni Kotróni | Légpuska      | 383       | 35.*      | kiesett | kiesett  |

* - egy másik versenyzővel azonos eredményt ért el

** - két másik versenyzővel azonos eredményt ért el

*** - három másik versenyzővel azonos eredményt ért el

**** - négy másik versenyzővel azonos eredményt ért el

## Súlyemelés
| Versenyző                  | Versenyszám | Szakítás | Szakítás | Lökés                    | Lökés                    | Összesen | Helyezés |
| Versenyző                  | Versenyszám | Eredmény | Helyezés | Eredmény                 | Helyezés                 | Összesen | Helyezés |
| -------------------------- | ----------- | -------- | -------- | ------------------------ | ------------------------ | -------- | -------- |
| Valériosz Leonídisz        | 60 kg       | 132,5    | 3.       | 162,5                    | 5.                       | 295,0    | 5.       |
| Panajótisz Gramatikópulosz | 75 kg       | 130,0    | 28.      | 172,5                    | 23.*                     | 302,5    | 25.      |
| Pírosz Dímasz              | 82,5 kg     | 167,5    | 1.       | 202,5                    | 4.                       | 370,0    |          |
| Panajótisz Drakópulosz     | 100 kg      | 167,5    | 10.      | érvényes kísérlet nélkül | érvényes kísérlet nélkül | kiesett  | kiesett  |
| Pávlosz Szalcídisz         | 110 kg      | 175,0    | 8.       | 210,0                    | 9.                       | 385,0    | 8.       |

* - egy másik versenyzővel azonos eredményt ért el

## Szinkronúszás
| Versenyző              | Versenyszám | Selejtező           | Selejtező           | Selejtező       | Selejtező  | Selejtező  | Döntő           | Döntő      | Helyezés |
| Versenyző              | Versenyszám | Technikai gyakorlat | Technikai gyakorlat | Zenés gyakorlat | Összesítés | Összesítés | Zenés gyakorlat | Összesítés | Helyezés |
| Versenyző              | Versenyszám | Pont                | Hely.               | Pont            | Pont       | Hely.      | Pont            | Pont       | Helyezés |
| ---------------------- | ----------- | ------------------- | ------------------- | --------------- | ---------- | ---------- | --------------- | ---------- | -------- |
| Hrisztína Thalaszinídu | Egyéni      | 85,884              | 15.                 | 93,880          | 179,764    | 6.         | 94,360          | 180,244    | 6.       |

## Tenisz
Férfi
| Versenyző                                       | Versenyszám | 32-es főtábla                                                              | Nyolcaddöntő                                                     | Negyeddöntő       | Elődöntő          | Döntő             | Helyezés |
| Versenyző                                       | Versenyszám | Ellenfél Eredmény                                                          | Ellenfél Eredmény                                                | Ellenfél Eredmény | Ellenfél Eredmény | Ellenfél Eredmény | Helyezés |
| ----------------------------------------------- | ----------- | -------------------------------------------------------------------------- | ---------------------------------------------------------------- | ----------------- | ----------------- | ----------------- | -------- |
| Anasztásziosz Bavélasz Konsztandínosz Efrémoglu | Páros       | San Marino (SMR) · Christian Forcellini · Gabriel Francini · 6-1, 6-1, 6-2 | Németország (GER) · Boris Becker · Michael Stich · 3-6, 1-6, 4-6 | kiesett           | kiesett           | kiesett           | 9.       |

Női
| Versenyző                              | Versenyszám | 64-es főtábla                          | 32-es főtábla                                   | Nyolcaddöntő      | Negyeddöntő       | Elődöntő          | Döntő             | Helyezés |
| Versenyző                              | Versenyszám | Ellenfél Eredmény                      | Ellenfél Eredmény                               | Ellenfél Eredmény | Ellenfél Eredmény | Ellenfél Eredmény | Ellenfél Eredmény | Helyezés |
| -------------------------------------- | ----------- | -------------------------------------- | ----------------------------------------------- | ----------------- | ----------------- | ----------------- | ----------------- | -------- |
| Hrisztína Papadáki                     | Egyes       | Agnese Blumberga (LAT) · 6-4, 1-6, 2-6 | kiesett                                         | kiesett           | kiesett           | kiesett           | kiesett           | 33.      |
| Hrisztína Papadáki Hrísztina Zahariádu | Páros       |                                        | Kína (CHN) · Li Fang · Tang Min · 6-7(5-7), 3-6 | kiesett           | kiesett           | kiesett           | kiesett           | 17.      |

## Torna

### Ritmikus gimnasztika
| Versenyző         | Versenyszám | Selejtező | Selejtező | Selejtező | Selejtező | Selejtező | Selejtező | Selejtező | Selejtező | Selejtező | Selejtező | Döntő            | Döntő            | Döntő            | Döntő            | Döntő    | Döntő    | Döntő            | Döntő            | Döntő    | Döntő    | Helyezés |
| Versenyző         | Versenyszám | Karika    | Karika    | Kötél     | Kötél     | Buzogány  | Buzogány  | Labda     | Labda     | Összesen  | Összesen  | Karika           | Karika           | Kötél            | Kötél            | Buzogány | Buzogány | Labda            | Labda            | Összesen | Összesen | Helyezés |
| Versenyző         | Versenyszám | Pont      | Hely.     | Pont      | Hely.     | Pont      | Hely.     | Pont      | Hely.     | Pont      | Hely.     | Pont             | Hely.            | Pont             | Hely.            | Pont     | Hely.    | Pont             | Hely.            | Pont     | Hely.    | Helyezés |
| ----------------- | ----------- | --------- | --------- | --------- | --------- | --------- | --------- | --------- | --------- | --------- | --------- | ---------------- | ---------------- | ---------------- | ---------------- | -------- | -------- | ---------------- | ---------------- | -------- | -------- | -------- |
| María Szanszarídu | Egyéni      | 9,275     | 14.*      | 9,400     | 9.*       | 9,200     | 10.       | 9,250     | 13.*      | 37,125    | 10.       | nem teljesítette | nem teljesítette | 9,325            | 9.               | 9,150    | 12.      | nem teljesítette | nem teljesítette | 37,037   | 11.      | 11.      |
| Aretí Szinapídu   | Egyéni      | 9,275     | 14.*      | 9,200     | 17.*      | 9,150     | 11.       | 9,225     | 15.*      | 36,850    | 12.       | nem teljesítette | nem teljesítette | nem teljesítette | nem teljesítette | 9,400    | 8.       | nem teljesítette | nem teljesítette | 27,825   | 14.      | 14.      |

* - egy másik versenyzővel azonos eredményt ért el

## Úszás
Férfi
| Versenyző               | Versenyszám | Előfutam | Előfutam | Előfutam | Döntő   | Döntő   | Döntő   | Helyezés |
| Versenyző               | Versenyszám | Idő      | Hely.    | Össz.    | Típus   | Idő     | Hely.   | Helyezés |
| ----------------------- | ----------- | -------- | -------- | -------- | ------- | ------- | ------- | -------- |
| Nikólaosz Sztéliu       | 50 m gyors  | 23,55    | 5.       | 28.      | kiesett | kiesett | kiesett | kiesett  |
| Nikólaosz Paleokraszász | 50 m gyors  | 23,51    | 3.       | 26.      | kiesett | kiesett | kiesett | kiesett  |
| Nikólaosz Paleokraszász | 100 m gyors | 53,47    | 5.       | 53.      | kiesett | kiesett | kiesett | kiesett  |

## Vitorlázás
Férfi
| Versenyző                                     | Versenyszám     | Futam | Futam | Futam  | Futam   | Futam | Futam   | Futam | Futam | Futam | Futam | Pontszám | Helyezés |
| Versenyző                                     | Versenyszám     | 1     | 2     | 3      | 4       | 5     | 6       | 7     | 8     | 9     | 10    | Pontszám | Helyezés |
| --------------------------------------------- | --------------- | ----- | ----- | ------ | ------- | ----- | ------- | ----- | ----- | ----- | ----- | -------- | -------- |
| Nikólaosz Kaklamanákisz                       | Szörfvitorlázás | 3,0   | 15,0  | 22,0   | (51,0*) | 11,7  | 14,0    | 10,0  | 20,0  | 16,0  | 11,7  | 123,4    | 9.       |
| Armanto Ortolano                              | Finn dingi      | 24,0  | 13,0  | (36,0) | 0,0     | 11,7  | 15,0    | 18,0  |       |       |       | 81,7     | 9.       |
| Andréasz Koszmatópulosz Athanásziosz Pahúmasz | 470-es osztály  | 27,0  | 34,0  | 10,0   | 18,0    | 15,0  | (44,0*) | 33,0  |       |       |       | 137,0    | 17.      |

Nyílt
| Versenyző                            | Versenyszám | Futam | Futam | Futam | Futam  | Futam | Futam | Futam | Pontszám | Helyezés |
| Versenyző                            | Versenyszám | 1     | 2     | 3     | 4      | 5     | 6     | 7     | Pontszám | Helyezés |
| ------------------------------------ | ----------- | ----- | ----- | ----- | ------ | ----- | ----- | ----- | -------- | -------- |
| Dimítriosz Búkisz Jákovosz Kiszéoglu | Csillaghajó | 24,0  | 14,0  | 17,0  | (27,0) | 13,0  | 16,0  | 0,0   | 84,0     | 8.       |

| Versenyző                                                     | Versenyszám | Előfutam | Előfutam | Előfutam | Előfutam | Előfutam | Előfutam | Előfutam | Előfutam | Csoportkör | Csoportkör | Csoportkör | Csoportkör | Csoportkör | Csoportkör | Csoportkör | Kieséses szakasz | Kieséses szakasz | Helyezés |
| Versenyző                                                     | Versenyszám | 1        | 2        | 3        | 4        | 5        | 6        | Pont     | Hely.    |            |            |            |            |            | Pont       | Hely.      | Elődöntő         | Döntő            | Helyezés |
| ------------------------------------------------------------- | ----------- | -------- | -------- | -------- | -------- | -------- | -------- | -------- | -------- | ---------- | ---------- | ---------- | ---------- | ---------- | ---------- | ---------- | ---------------- | ---------------- | -------- |
| Anasztásziosz Bundúrisz Dimítriosz Delijánisz Mihaíl Mitákisz | Soling      | 26,0     | 22,0     | (31,0)   | 25,0     | 28,0     | 15,0     | 116,0    | 20.      | kiesett    | kiesett    | kiesett    | kiesett    | kiesett    | kiesett    | kiesett    | kiesett          | kiesett          | 20.      |

* – kizárták

## Vívás
Férfi
| Versenyző            | Versenyszám  | Csoportkör | Csoportkör | Selejtező         | 32-es főtábla                     | Egyenes ág a negyeddöntőért | Egyenes ág a negyeddöntőért | Vigaszág a negyeddöntőért       | Vigaszág a negyeddöntőért | Vigaszág a negyeddöntőért | Vigaszág a negyeddöntőért | Negyeddöntő       | Elődöntő          | Döntő             | Helyezés |
| Versenyző            | Versenyszám  | Csoportkör | Csoportkör | Selejtező         | 32-es főtábla                     | 1. kör                      | 2. kör                      | 1. kör                          | 2. kör                    | 3. kör                    | 4. kör                    | Negyeddöntő       | Elődöntő          | Döntő             | Helyezés |
| Versenyző            | Versenyszám  | Ellenfél Eredmény | Hely.      | Ellenfél Eredmény | Ellenfél Eredmény                 | Ellenfél Eredmény           | Ellenfél Eredmény           | Ellenfél Eredmény               | Ellenfél Eredmény         | Ellenfél Eredmény         | Ellenfél Eredmény         | Ellenfél Eredmény | Ellenfél Eredmény | Ellenfél Eredmény | Helyezés |
| -------------------- | ------------ | --- | ---------- | ----------------- | --------------------------------- | --------------------------- | --------------------------- | ------------------------------- | ------------------------- | ------------------------- | ------------------------- | ----------------- | ----------------- | ----------------- | -------- |
| Zíszisz Bambanászisz | Kard, egyéni | 7. csoport · Giovanni Scalzo (ITA) · 0-5 · Franck Ducheix (FRA) · 5-3 · Heorhij Pohoszov (EUN) · 5-3 · Anthony Plourde (CAN) · 5-4 · Heinrich van Garderen (RSA) · 5-1 · Michael Lofton (USA) · 3-5 | 3.         | erőnyerő          | Köves Csaba (HUN) · 1-5, 6-4, 2-5 |                             |                             | Daniel Grigore (ROU) · 2-5, 1-5 | kiesett                   | kiesett                   | kiesett                   | kiesett           | kiesett           | kiesett           | 27.      |

## Vízilabda
| Görög férfi vízilabdacsapat-játékoskeret | Görög férfi vízilabdacsapat-játékoskeret |
| --- | --- |
| - Dimítriosz Bicákosz - Kiriákosz Janópulosz - Fíliposz Kaiáfasz - Kónsztandinosz Lúdisz - Theódorosz Lorándosz - Jeórjiosz Mavrotász - Anasztásziosz Papanasztaszíu | - Evángelosz Páterosz - Vangélisz Pátrasz - Epaminóndasz Szamardzídisz - Dimítriosz Szeletópulosz - Nikólaosz Venetópulosz - Jerászimosz Voltirákisz |

### Eredmények
Csoportkör
B csoport
| Csapat              | M | Gy | D | V | G+ | G– | Gk  | P |
| ------------------- | - | -- | - | - | -- | -- | --- | - |
| Spanyolország (ESP) | 5 | 4  | 1 | 0 | 52 | 36 | +16 | 9 |
| Olaszország (ITA)   | 5 | 3  | 2 | 0 | 41 | 34 | +7  | 8 |
| Magyarország (HUN)  | 5 | 2  | 2 | 1 | 49 | 46 | +3  | 6 |
| Kuba (CUB)          | 5 | 2  | 0 | 3 | 50 | 53 | –3  | 4 |
| Hollandia (NED)     | 5 | 0  | 2 | 3 | 36 | 46 | –10 | 2 |
| Görögország (GRE)   | 5 | 0  | 1 | 4 | 32 | 45 | –13 | 1 |

| 1992. augusztus 1. 19:45 | Görögország (GRE)    | 9–10 | Kuba (CUB) | Játékvezetők: David Bathurst (GBR), John Dwyer Whitehouse (AUS) |
| 1992. augusztus 1. 19:45 | (2–4, 3–0, 3–3, 1–3) |      |            | Játékvezetők: David Bathurst (GBR), John Dwyer Whitehouse (AUS) |
| 1992. augusztus 1. 19:45 | Szeletópulosz 3      |      | Pérez 5    | Játékvezetők: David Bathurst (GBR), John Dwyer Whitehouse (AUS) |

| 1992. augusztus 2. 21:00 | Spanyolország (ESP)  | 11–6 | Görögország (GRE) | Játékvezetők: Juergen Blan (GER), Roy Richard Gunell (CAN) |
| 1992. augusztus 2. 21:00 | (1–3, 2–1, 4–1, 4–1) |      |                   | Játékvezetők: Juergen Blan (GER), Roy Richard Gunell (CAN) |
| 1992. augusztus 2. 21:00 | Estiarte 3           |      | Szamardzídisz 2   | Játékvezetők: Juergen Blan (GER), Roy Richard Gunell (CAN) |

| 1992. augusztus 3. 18:30 | Görögország (GRE)    | 4–4 | Hollandia (NED)             | Játékvezetők: Miroslav Radenovic (YUG), Roy Richard Gunell (CAN) |
| 1992. augusztus 3. 18:30 | (0–0, 1–0, 2–2, 1–2) |     |                             | Játékvezetők: Miroslav Radenovic (YUG), Roy Richard Gunell (CAN) |
| 1992. augusztus 3. 18:30 | négy játékos 1       |     | Nieuwenburg, Scherrenburg 2 | Játékvezetők: Miroslav Radenovic (YUG), Roy Richard Gunell (CAN) |

| 1992. augusztus 5. 18:45 | Görögország (GRE)    | 7–12 | Magyarország (HUN) | Játékvezetők: Vladimir Prikhodko (RUS), Eduard Prelovsky (TCH) |
| 1992. augusztus 5. 18:45 | (3–5, 1–2, 1–1, 2–4) |      |                    | Játékvezetők: Vladimir Prikhodko (RUS), Eduard Prelovsky (TCH) |
| 1992. augusztus 5. 18:45 | Janópulosz 3         |      | Benedek 5          | Játékvezetők: Vladimir Prikhodko (RUS), Eduard Prelovsky (TCH) |

| 1992. augusztus 6. 17:30 | Olaszország (ITA)    | 8–6 | Görögország (GRE) | Játékvezetők: Miroslav Radenovic (YUG), Masaoka Masaru (JPN) |
| 1992. augusztus 6. 17:30 | (2–2, 1–1, 3–2, 2–1) |     |                   | Játékvezetők: Miroslav Radenovic (YUG), Masaoka Masaru (JPN) |
| 1992. augusztus 6. 17:30 | Ferretti 4           |     | hat játékos 1     | Játékvezetők: Miroslav Radenovic (YUG), Masaoka Masaru (JPN) |

A 9–12. helyért
E csoport
| Csapat              | M | Gy | D | V | G+ | G– | Gk  | P |
| ------------------- | - | -- | - | - | -- | -- | --- | - |
| Hollandia (NED)     | 3 | 2  | 1 | 0 | 28 | 20 | +8  | 5 |
| Görögország (GRE)   | 3 | 2  | 1 | 0 | 24 | 18 | +6  | 5 |
| Franciaország (FRA) | 3 | 1  | 0 | 2 | 28 | 31 | –3  | 2 |
| Csehszlovákia (TCH) | 3 | 0  | 0 | 3 | 22 | 33 | –11 | 0 |

| 1992. augusztus 8. 10:45 | Franciaország (FRA)  | 6–10 | Görögország (GRE) | Játékvezetők: Franco Picchetto (ITA), Lionel Kong-Chung Liew (SIN) |
| 1992. augusztus 8. 10:45 | (0–2, 2–4, 2–1, 2–3) |      |                   | Játékvezetők: Franco Picchetto (ITA), Lionel Kong-Chung Liew (SIN) |
| 1992. augusztus 8. 10:45 | Ducher 3             |      | Szeletópulosz 3   | Játékvezetők: Franco Picchetto (ITA), Lionel Kong-Chung Liew (SIN) |

| 1992. augusztus 9. 09:00 | Csehszlovákia (TCH)  | 8–10 | Görögország (GRE) | Játékvezetők: Bret Beecher Bernard (USA), David Bathurst (GBR) |
| 1992. augusztus 9. 09:00 | (2–2, 2–3, 3–2, 1–3) |      |                   | Játékvezetők: Bret Beecher Bernard (USA), David Bathurst (GBR) |
| 1992. augusztus 9. 09:00 | három játékos 2      |      | Mavrotász 5       | Játékvezetők: Bret Beecher Bernard (USA), David Bathurst (GBR) |

| Csapat            | Helyezés |
| ----------------- | -------- |
| Görögország (GRE) | 10.      |